# Colle de riz

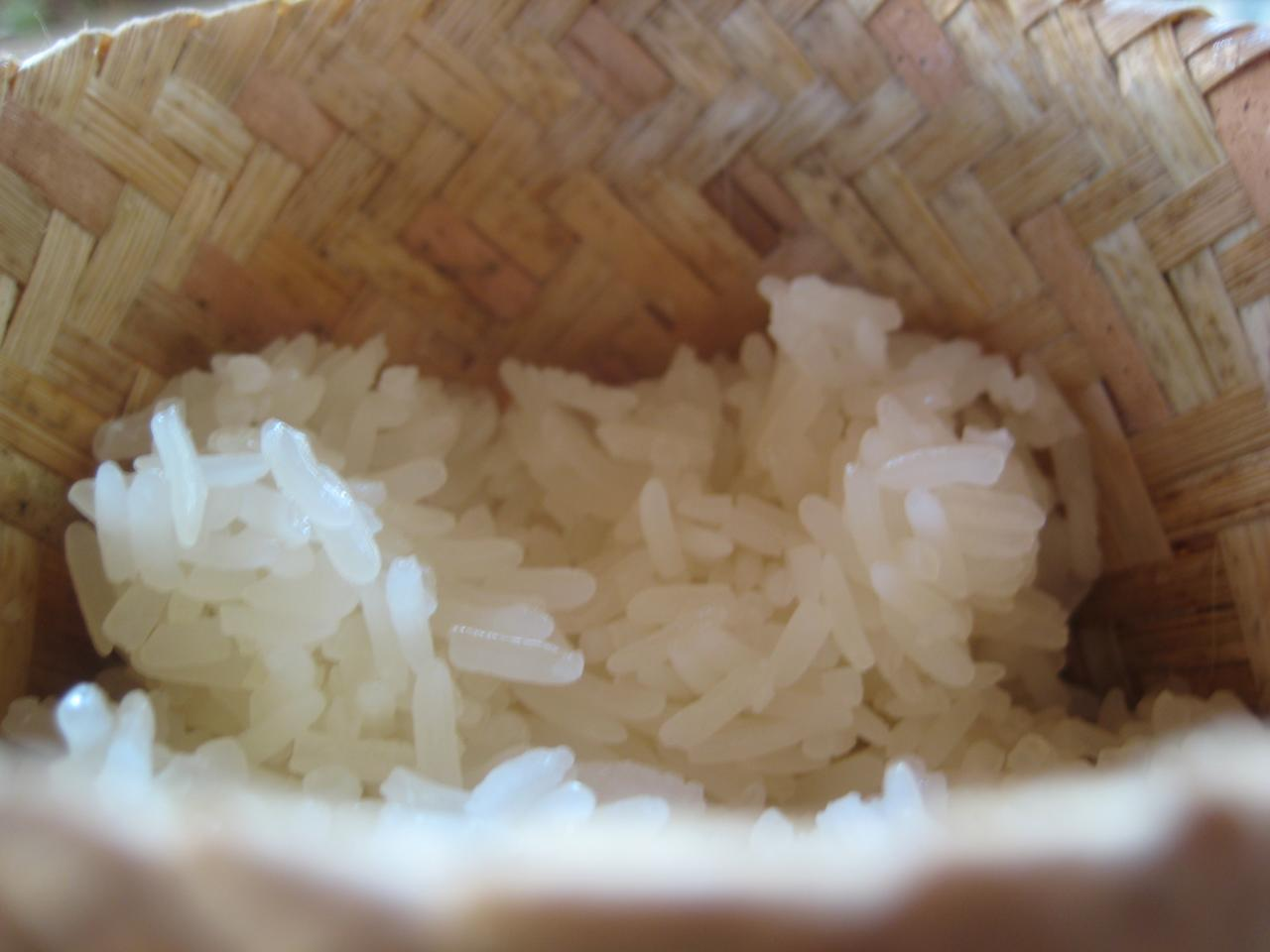
La colle de riz peut être fabriquée à partir de riz gluant cuit (ou parfois de riz blanc ordinaire) et d'eau.

La colle de riz (続飯, sokui) est un gel ou un adhésif liquide fait d'une bouillie lisse de riz blanc bien cuit, dilué à l'épaisseur désirée avec de l'eau,. C'est une colle d'amidon.
Elle est utilisée depuis l'Antiquité pour divers arts et métiers ; par exemple, c'est une colle à bois et à papier. Une fois sèche, elle est transparente. La colle de riz est remarquable de par le fait qu'elle ne contient aucun acide susceptible de dégrader les matériaux qu'elle assemble.
Elle est encore utilisée à l'époque moderne pour des assemblages réversibles ; après séchage, la colle peut être mouillée, exposée à la vapeur ou fendue pour rouvrir le joint. Sur un petit assemblage en bois, la colle résiste à des dizaines de minutes à une immersion dans l'eau.
Elle est parfois mélangée 1:1 avec de la laque urushi pour faire du nori-urushi (terme japonais), qui est plus foncé et sèche plus rapidement que la laque non diluée, et est utilisé dans la fabrication de laque.
La colle de riz est fréquemment utilisée au Japon et en Chine.